# Transcription (musique)
Pour les articles homonymes, voir Transcription.

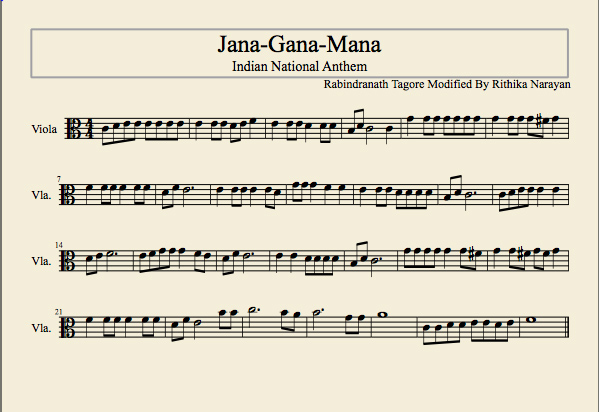
Jana-Gana-Mana transcrit de la clé de sol à la clé d'ut 3 pour alto.

En musique, les deux sens de transcription sont :
- L'adaptation d'une composition écrite pour un instrument, une voix, un ensemble instrumental ou vocal, à un autre instrument ou ensemble musical.
  - Réduction pour piano
  - Orchestration
- La notation d’une œuvre musicale initialement non écrite, improvisation ou musique de tradition orale, pour la conserver et permettre de la réinterpréter. Cette action est plus couramment nommée notation.

## Généralités
Une transcription, dans ce premier sens, implique une modification plus ou moins importante de l’œuvre initiale.
Le degré zéro de la transcription serait l’interprétation d’une partition non modifiée sur un instrument différent de celui pour lequel l’œuvre a été écrite, par exemple une pièce de clavecin jouée au piano, de flûte au violon, de violon à la guitare. Dans ce cas, les modifications se limitent au timbre et au jeu de l’instrument, par exemple résonance du piano différente de celle du clavecin, articulations par la langue au lieu de coups d'archet, pincement des cordes de la guitare au lieu de sons continus au violon.
Une étape supplémentaire est la transposition, décalage d’un intervalle fixe vers l’aigu ou le grave pour adapter l’œuvre à la tessiture de l’instrument auquel la transcription est destinée. Dans certains cas l’ambitus de l’œuvre originale peut être réduit en transposant certains passages à l’octave supérieure ou inférieure pour correspondre à une étendue inférieure de l’instrument destinataire. Cette transposition peut être opérée dans l’autre sens pour un instrument d’ambitus plus étendu.
L’harmonisation peut être modifiée, simplifiée par suppression de certaines notes, voire supprimée dans le cas d’une transcription pour un instrument mélodique (par exemple instrument à vent) d’une œuvre initialement écrite harmonisée ou, au contraire, enrichie notamment pour une adaptation à un ensemble d’une œuvre écrite pour un instrument solo ou d'un instrument mélodique (ou de possibilités harmoniques limitées) à un instrument harmonique, par exemple du violon au piano.
La mélodie peut également être en partie simplifiée dans les passages rapides pour une transcription destinée à un instrument moins véloce, par exemple en supprimant des notes dans les suites d’arpèges, ou enrichie par des effets de virtuosité, ces modifications devant rester limitées pour que la mélodie originelle soit reconnaissable.
Lorsque les modifications sont plus étendues, la nouvelle version de l’œuvre est nommée arrangement ou suite de variations dont certaines peuvent s’éloigner du thème de base. Cependant, des transcriptions peuvent s’appliquer elles-mêmes à l'ensemble d'une pièce comprenant un thème et ses variations.
La transcription peut être réalisée par le compositeur de l'œuvre originale lui-même ou bien par un tiers.
- Brahms transcrit lui-même ses sonates pour clarinette et piano, pour alto et piano.
- Liszt transcrit ses propres œuvres pour différentes formations instrumentales.

## Exemple d'un ensemble de transcriptions d'une pièce: laChaconnede Bach
Les multiples transcriptions de la Chaconne de la 2e Partita en ré mineur de Bach illustrent une gamme d’adaptations d’une pièce à divers instruments et ensembles, du duo à l’orchestre symphonique.
La composition exploite au maximum les potentialités harmoniques du violon, instrument essentiellement mélodique qui ne peut produire que deux sons simultanés (doubles cordes) mais une polyphonie peut s’exprimer dans des accords de trois ou quatre notes par une certaine résonance des cordes. Cette résonance, cependant assez limitée, permet également de suggérer une polyphonie dans la succession d’arpèges dans une partie de la chaconne.
Les autres capacités du violon sont utilisées, vélocité dans les passages en triple croches, et surtout son expressivité dans plusieurs parties.
Le manuscrit indique les liaisons mais ne comporte ni signe d’accentuation, ni nuance comme il était d'usage à l'époque de la composition. Des expressions s’imposent dans l’interprétation qui doit faire ressortir les contrastes.
La polyphonie suggérée appelle une amplification. Dans le commentaire d’une édition de la partita, Georges Enesco écrit : « nous voudrions avoir 3 violons et 5 archets pour nous donner la force d’exprimer ce que nous ressentons dans les dernières mesures. »
L’œuvre appelle ainsi des transcriptions.

### Pour instruments à vent solo
La Chaconne a été transcrite pour plusieurs instruments à vent, notamment flûte, clarinette, saxophone.
Ces instruments ne pouvant émettre qu’un seul son simultané, les passages en doubles cordes sont simplifiés et les accords de trois ou quatre notes en triples ou quadruples cordes sont rendus par des arpèges où la résonance du violon est perdue, de même dans les successions d’arpèges.
Certaines versions écrêtent l’ambitus originel de trois octaves par transposition de certains passages.
La virtuosité de la flûte convient dans les passages mélodiques rapides legato et l’expressivité de certains instruments peut s’approcher de celle du violon sans cependant l’égaler.
Ces transcriptions sont donc un appauvrissement de la version originale.

### Pour mandoline
La Chaconne a été jouée à la mandoline dont l'accord est celui du violon mais le jeu très différent. Les tenues de notes simultanées dans passages en double cordes ne peuvent pas être produits par le plectre et les parties polyphoniques sont appauvries.

### Pouraltoet pourvioloncelle
Ces transcriptions sont essentiellement des transpositions pour s’adapter à la tessiture de chaque instrument dont le jeu est comparable à celui du violon. Ces versions sont donc très proches de l’original.

### Pour guitare
Les transcriptions sont nombreuses depuis celle d'Andres Segovia qui enrichit quelque peu l’harmonie en ajoutant des notes à certains accords, particulièrement par le ré de la corde grave. D’autres guitaristes choisissent de jouer simplement la partition pour violon, les tons de ré mineur et de ré majeur dans lesquels se déroulent la Chaconne convenant à la guitare.
Ces interprétations correspondent au caractère intime de l’original. D’après le musicologue Marc Pincherle : «l’opinion peut être partagée sur le meilleur instrument pour la chaconne. Ce qui est perdu dans les passages mélodiques notamment dans ceux comportant des gammes en doubles ou triples croches où le legato est moins bien rendu, est gagné dans les parties polyphoniques où les différentes parties sonnent simultanément et non comme des arpèges brisés».
La résonance de guitare, supérieure à celle du violon fait également mieux ressortir la polyphonie virtuelle des passages en arpèges.
Marc Pincherle fait valoir que la chaconne est une danse d'origine ibérique et que l'œuvre de Bach reproduit certains schémas harmoniques dans l'accompagnement de chansons populaires espagnoles.
La Chaconne est également interprétée au luth.

### Pour instruments à clavier
Parmi plusieurs transcriptions depuis le XIXe siècle, les plus connues sont celles de Brahms pour la main gauche, très sobre, qui reprend la partition très peu modifiée et celle de Ferruccio Busoni qui l’amplifie considérablement par une harmonisation très riche.
Johannes Brahms écrivait dans une lettre à Clara Schumann en juin 1877 : « la Chaconne est pour moi l’un des plus merveilleux et inimaginables morceaux de musique qui existent. Pour un petit instrument, Bach crée un monde plein de pensées profondes et de puissantes sensations ».
Après la première version de William Thomas Best dans la deuxième moitié du XIXe siècle, d’autres transcriptions ont été écrites pour orgue au XXe siècle.
Dans la préface de sa transcription de 1955, l’organiste John Cook écrit : « La Chaconne est sublime dans sa forme d’origine et beaucoup estiment que seul un violon solo peut exprimer la plénitude de cette immense musique. Cependant il n’est pas déraisonnable de penser que Bach aurait pu choisir l’orgue comme l’instrument convenant le mieux à une transcription. Une bonne interprétation au violon apparaît comme le meilleur guide pour une adaptation à l’orgue, les deux instruments que Bach aimait particulièrement ayant des points communs ».
La Chaconne est également interprétée au clavecin, à la harpe.

### Adaptations à des ensembles
Felix Mendelssohn et Robert Schumann ont écrit un accompagnement de piano à la partie de violon.
Carl Reinecke a écrit une transcription pour 2 pianos. Il existe de très nombreuses versions de la Chaconne pour plusieurs instruments, musique de chambre, du duo de violons au quatuor à cordes et ensembles plus importants, orchestres de saxophones, de flûtes à bec, jusqu’à l’orchestre symphonique.

## Réduction pour piano
La réduction pour piano est une forme particulièrement fréquente de transcription. Il s'agit de la transcription pour le piano d'une œuvre composée originellement pour orchestre ou groupe d'instruments. Ce genre de transcription simplifie le travail musical des chœurs (messe, motet, etc.) ou des solistes (opéra), car il permet de travailler avec l'accompagnement d'orchestre sans l'orchestre.
La difficulté de la réduction pour piano consiste à rendre toute la richesse de la partition d'orchestre, tout en faisant attention à la jouabilité technique de la transcription. C'est d'ailleurs la raison pour laquelle de grandes œuvres symphoniques sont souvent réduites pour piano à quatre mains.
Quelques exemples :
- Liszt, dont les transcriptions sont une part importante de son travail, a particulièrement adapté pour le piano les neuf symphonies de Beethoven et les opéras de Wagner.
- Mozart a réalisé une transcription pour piano de ses Six danses allemandes, KV 509.
- Le pianiste Nikolaï Luganski a réduit des pages d'orchestre de la tétralogie de Richard Wagner pour les jouer en concert.
- Au XIXe siècle, de nombreuses symphonies de Haydn ont été réduites pour piano à quatre mains par Hugo Ulrich afin de les rendre jouables dans les salons.

## Orchestration
Une orchestration est une autre forme particulière de transcription qui correspond quasiment au mouvement inverse de la réduction pour piano. Il s'agit donc la plupart du temps de transcrire pour orchestre une œuvre écrite pour piano. La difficulté est de rendre le caractère de chaque pièce en tenant compte des timbres et des couleurs de l'orchestre.
- Orchestration par Leopold Stokowski de la Toccata et Fugue en ré mineur de Jean-Sébastien Bach pour le film Fantasia de Disney.
- Orchestration par Berlioz de L'invitation à la valse de Carl Maria von Weber.
- Orchestration par Dvořák des cinq dernières Danses hongroises de Brahms écrites à l'origine pour piano quatre mains ; Dvořák a d'ailleurs lui-même orchestré ses propres Danses slaves composées également au départ pour ce duo pianistique.
- Orchestration par Ravel, outre de ses propres œuvres comme Le Tombeau de Couperin, des Tableaux d'une exposition de Modest Moussorgski, travail qui reste encore aujourd'hui le modèle du genre.

## Autres transcriptions
- Johann Sebastian Bach, utilisant de nombreuses œuvres de ses contemporains (Albinoni, Reincken, Vivaldi…), a par exemple transcrit pour clavecin et orchestre (BWV 974), le Concerto pour hautbois en ré mineur d'Alessandro Marcello, écrivant une ornementation de référence du deuxième mouvement.
- Chaconne en ré mineur pour violon seul de Johann Sebastian Bach transcrite pour piano par Ferrucio Busoni.
- Transcription pour piano de la Symphonie N°36 de Joseph Haydn par Camille Saint-Saëns (1869)
- Transcription pour piano du Songe d'une nuit d'été de Félix Mendelssohn par Camille Saint-Saëns (1858)
- Transcription pour piano de Harold en Italie et de la Symphonie fantastique de Hector Berlioz par Franz Liszt
- Transcription pour piano de la Beethoven-Cantate de Franz Liszt par Camille Saint-Saëns (1870)
- Transcription pour piano ou orchestre du Chant du soir op.85 N°12 de Robert Shumann par Camille Saint-Saëns (1870)